# Miquel Soro Martí
Miquel Soro Martí (Barcelona, 29 d'abril de 1966) és un muntanyenc, alpinista, escalador i barranquista català, a més d'editor de diverses obres i mapes de muntanya.
Llicenciat en Geografia per la UB, meteoròleg i cartògraf, treballa a l'Institut Cartogràfic i Geològic de Catalunya des de 1991. Des de ben petit va demostrar ser un gran coneixedor i un autèntic apassionat de la muntanya i els esports que s'hi poden practicar. Amant de la Natura, escalador, barranquista, alpinista i orientador ha fusionat els seus coneixements del territori amb la seva passió, per publicar diversos mapes excursionistes i guies de vies ferrades i barranquisme. Membre del Club Orientació Catalunya, el 1999 fou subcampió de la Copa de França de marató-O i, juntament amb Carles Loré, el 2002 guanyà el Campionat de França de raids d'estratègia, i el 2008 la Lliga espanyola de marató-O. Entre la seva producció, es troben les darreres edicions dels mapes de l'Editorial Alpina sobre Montserrat, Aneto-Maladeta, Turbó i Posets-Perdiguero i del llibre Gorgas y Barrancos de Cataluña, Mallorca y Alto Ésera, publicat el 1993.